# Komitet Pięciu

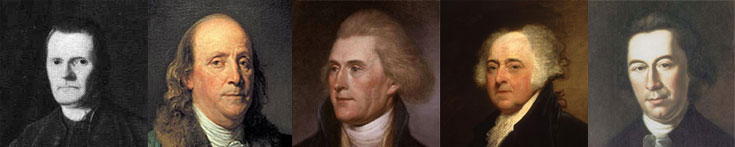
Komitet Pięciu (od lewej): Roger Sherman, Benjamin Franklin, Thomas Jefferson, John Adams i Robert Livingston

Komitet Pięciu pracujący nad dokumentem

Komitet Pięciu (ang. Committee of Five) –  pięcioosobowa komisja, powołana przez II Kongres Kontynentalny do opracowania Deklaracji Niepodległości Stanów Zjednoczonych. W jej skład wchodzili: Thomas Jefferson, John Adams, Robert R. Livingston, Roger Sherman i Benjamin Franklin.

## Geneza

Komitet Pięciu prezentuje projekt Deklaracji Niepodległości członkom Kongresu Kontynentalnego

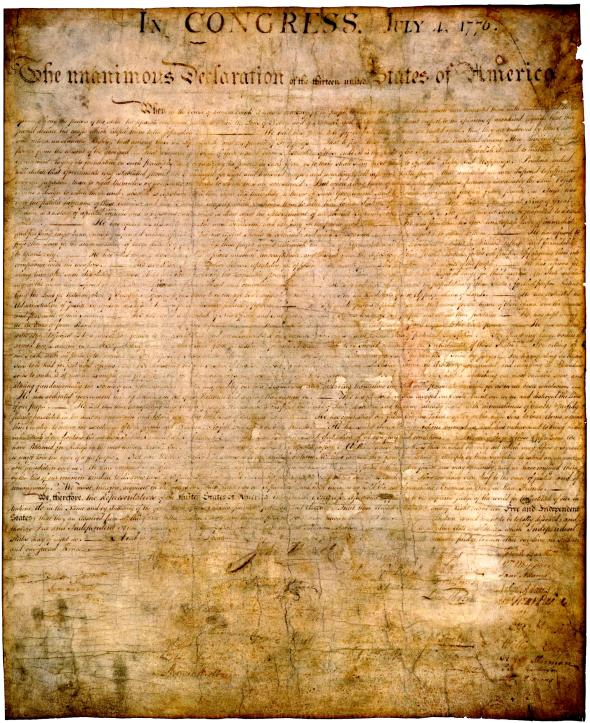
Deklaracja Niepodległości Stanów Zjednoczonych

W czasie trwania wojny o niepodległość z Wielką Brytanią, władzę w Zjednoczonych Koloniach sprawował Kongres Kontynentalny, który zachęcał kolonie do uchwalania swoich własnych legislatur stanowych. Tendencje niepodległościowe nasiliły się po opublikowaniu pamfletu Thomasa Paine’a pt. „Zdrowy rozsądek”. Pierwsze konstytucje stanowe powstały w New Hampshire i Wirginii, a po powstaniu kolejnych, delegat wirgiński, Richard Henry Lee stwierdził, że jest konieczność napisania dokumentu potwierdzającego niezależność Kolonii od Korony Brytyjskiej. 7 kwietnia Karolina Północna zadeklarowała chęć współpracy z innymi koloniami ws. opracowania dokumentu niepodległościowego. Wniosek w tej sprawie został złożony 7 czerwca 1776, a niedługo potem powołano trzy komisje, mające opracować tekst Deklaracji. Jedną z nich, była komisja złożona z Johna Adamsa (Massachusetts), Benjamina Franklina (Pensylwania), Roberta Livingstona (Nowy Jork), Rogera Shermana (Connecticut) i Thomasa Jeffersona (Wirginia). Została ona później nazwana „Committee of Five”. 11 czerwca Komitet zebrał się, by ustalić kto ma zająć się opracowaniem dokumentu – na wniosek Adamsa, na przewodniczącego wybrano Jeffersona.
Jefferson był wówczas 33-letnim, mało znanym politykiem. Jego wybór był związany z jego umiejętnościami pisarskimi jak również z faktem, że był delegatem z Wirginii – najbardziej poważanego stanu spośród wszystkich reprezentowanych na Kongresie Kontynentalnym. Bardziej znani politycy nie chcieli przewodniczyć komisji – John Adams był zaangażowany w inne prace Kongresu, natomiast Benjamin Franklin podupadł na zdrowiu.

## Wprowadzenie dokumentu
Pierwsze raporty autorstwa Jeffersona zostały przedstawione 17 czerwca. Cztery dni później wysłał on szkic Deklaracji Franklinowi i Adamsowi, by uzyskać ich uwagi i komentarze. Trzon Deklaracji został opracowany w całości przez Jeffersona, natomiast Adams i Franklin wprowadzili jedynie kosmetyczne korekty. Roger Sherman niemal wcale nie uczestniczył w pracach, natomiast Robert Livingston nawet go nie sygnował, gdyż powrócił wcześniej do Nowego Jorku. Pierwotny tekst Deklaracji został przedstawiony 28 czerwca. Po wprowadzeniu poprawek i usunięciu niektórych fragmentów został przedstawiony Kongresowi 2 lipca. Dwa dni później delegaci, pod przewodnictwem Johna Hancocka, uchwalili i przegłosowali dokument, noszący nazwę „Jednogłośna Deklaracja Niepodległości Trzynastu Zjednoczonych Państw Ameryki”. Stan Nowy Jork, który początkowo odmówił ratyfikacji Deklaracji, dołączył swój głos 9 lipca.